# 麦克唐纳-费歇尔降解反应
麦克唐纳-费歇尔降解反应（MacDonald-Fischer degradation）指醛糖与乙硫醇反应生成缩硫醛，用过丙酸氧化为二砜，用氨水处理二砜，得到少一个碳的醛糖和双乙硫砜甲烷，产率50%－70%。
酮糖经反应得到少两个碳的糖。